# Torrendia pulchella
Torrendia pulchella är en svampart som beskrevs av Bres. 1902. Torrendia pulchella ingår i släktet Torrendia och familjen Amanitaceae.   Inga underarter finns listade i Catalogue of Life.